# Bruno Rey
Bruno Rey, né en 1935 à Brugg et mort en 2019, est un designer industriel suisse.
Il est surtout connu pour la Chaise Rey modèle 3300, l'une des chaises suisses les plus réussies, qui au cours de cinq décennies, a été vendue plus de 1,5 million de fois et est installée dans de nombreux espaces résidentiels et publics.
Au cours de sa carrière, il a conçu des salles et des expositions, comme la salle de contrôle de la centrale nucléaire de Mühleberg dans le canton de Berne, des jardins et des bacs à plantes en fibrociment pour la société Eternit AG. En plus d'autres produits de design industriel, il s'est consacré aux bâtiments et à la décoration intérieure.

## Biographie

### Formation et débuts
Bruno Rey nait à Brugg dans le canton d'Argovie, en Suisse. Il termine un apprentissage d'ébéniste avant de rejoindre l'école de design de l'université des Arts de Zurich (aujourd'hui ZHdK) en 1957. Il est son diplômé en 1960 de la classe de design d'intérieur dirigée par Willy Guhl (1915–2004), un pionnier du design de meubles suisse et l’un des premiers designers industriels en Suisse. Willy Guhl est surtout connu pour sa chaise Ruban de 1954 faite d'un fibrociment appelé Eternit, puis pliée dans une forme de boucle distinctive de la chaise.
Après avoir obtenu son diplôme, Rey voyage en Suisse ainsi qu'à l'étranger, puis fait un stage avec l'architecte d'intérieur Paul Sumi de Bienne qui le sensibilisé aux chaises, comme objets de design. Pendant quatre ans, Rey travaille pour le bureau d'architecture qui a meublé l'hôtel Intercontinental à Genève. En 1966, avec d'autres designers réputés comme Andreas Christen, Eugen Gomringer, Willy Guhl et Kurt Thut, il est cofondateur de la Swiss Design Association (SDA), à une époque où le mot « designer » ou « designer industriel » ne trouve que lentement son chemin dans le langage courant.

### Designer industriel
En 1968, Bruno Rey fonde son propre studio d'architecture et de design industriel à Baden (Suisse). À la fin des années 1960, il commence à collaborer avec la société de meubles suisse Dietiker à Stein am Rhein et développe plusieurs séries de chaises pour elle entre 1970 et 1984. De 1970 à 1979, il conçoit des chaises pour le fabricant de meubles allemand Kusch + Co, comme les chaises empilables de salle à manger marron en cuir et hêtre de 1971.
Au cours de sa carrière de designer industriel, Rey expérimente avec une variété de matériaux. Jusqu'en 1971, inspiré par Charles Eames, il explore des chaises en plastique constituées de quelques pièces moulées. Dans une interview pour le magazine de design suisse Hochparterre, il commente : « Je me sentais sur la bonne voie, une voie moderne et innovante ». Bruno Rey développe des modèles et des prototypes à ses propres frais, mais leur production n'a jamais eu lieu, « ce qui était un échec et à l'époque difficile à digérer », a-t-il admis.
Il expérimente également le bois, à la recherche du design d'une chaise contemporaine en bois comme symbole du présent. Il trouve finalement son inspiration dans la chaise de Gebrüder Thonet de 1850. Dans une interview avec Hochparterre, il déclare : « L'idée de concevoir le siège en contreplaqué comme une base solide, afin que le cadre puisse être omis, a lancé la recherche méticuleuse d'une pièce de liaison entre le siège et les pieds. L'aluminium semblait juste, même si les premières chaises ont vacillé vigoureusement et n'ont pas duré longtemps. »

### La Chaise Rey

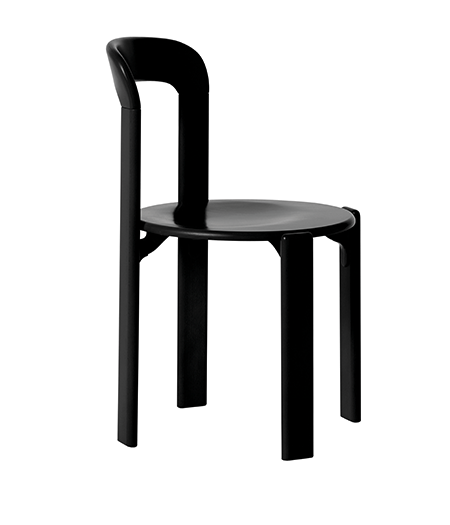
La Chaise Rey, icône du design suisse, pour Dietiker AG, 1971.

Le design qui émerge d'une période de tests innombrables, est le modèle 3300, la Chaise Rey, qui est devenue l'une des pièces les plus emblématiques du design industriel suisse. Fabriqué en bois de hêtre local, elle est construite avec une connexion métal-bois unique et sans vis. Elle entre en production en série en 1971 et est la première chaise à être brevetée par Dietiker un an plus tard.
Dans la conception de Bruno Rey, les pieds de la chaise sont reliés au siège rond autoportant au moyen d'une console en aluminium collé qui est encore fabriquée à la main en 1970/71 en utilisant un moulage au sable et ensuite produite en utilisant le processus de moulage sous pression par gravité. En 1989, l'invention du moulage sous pression de l'aluminium permet la production industrielle de la Chaise en grande série. À l'exception de la finition finale, l'ensemble du processus de production peut alors être réalisé à la machine, y compris le collage du bois et du métal sur un carrousel de collage,.
La chaise est disponible avec un bois massif uni ou un siège rembourré, et est également fabriquée dans d'autres variantes, comme un tabouret de bar et un tabouret. Le client peut également choisir entre de grandes sélections de couleurs pour la finition. La Chaise Rey n'est pas un meuble individuel, mais est presque toujours utilisée avec d'autres Chaises, souvent placées autour d'une table.
En 2014, le modèle 3300 de Bruno Rey est également produit dans une édition junior. La solidité et les bords arrondis de ces chaises et de la table assortie, extraordinairement stables et empilables, conviennent parfaitement à l'usage des enfants.

### Collaboration avec Charles Polin
En 1977, Bruno Rey commence à collaborer avec le célèbre designer Charles Polin, né en 1951, un designer indépendant spécialisé dans les sièges pour les espaces publics et privés. Ils ont pour objectif « de créer une chaise avec des fonctionnalités universelles et pas seulement un coup isolé ». Pendant une période de développement de quatre ans, ils créent le premier modèle de chaise en commun et présentent le résultat final en 1980 : la Chaise Quadro W,, qui est une innovation technologique combinant une forme simple avec un bon confort d'assise. Les cadres du siège et du dossier sont constitués de profilés plats en bois de hêtre massif et sont reliés par des ressorts en acier flexibles chromés. Le nom Quadro est dérivé de ces quatre ressorts flexibles qui relient le siège et le dossier. Les pieds pivotent hors du cadre du siège, rendant toutes les chaises empilables. Dietiker lance la Chaise Quadro W en 1989.
En 1987, Rey déménage son atelier de la vieille ville de Baden à l'ancien village agricole de Gebenstorf. Rey et Polin travaillent ensemble en tant que partenaires officiels dans une ferme reconvertie qui a un salon et un vaste atelier, et est également entièrement équipée pour la fabrication de prototypes. Ils développent de nombreux meubles primés pour des entreprises telles que Hiller Objektmöbel, Kusch + Co et Plank GmbH. L'équipe conçoit, à côté de la chaise empilable Quadro W, la chaise de restaurant Patron pour Dietiker et en 1995, la table XY.

## Meubles conçus par Bruno Rey
- Caslon, bac à plantes, Bruno Rey pour Eternit AG, amiante-ciment à base métallique ; design Suisse 1959.
- Tabourets de bar en similicuir, Bruno Rey pour Dietiker, bouleau, similicuir et métal ; design Suisse 1970, produit de 1970 à 1979.
- Chaise de salle à manger marron, Bruno Rey pour Kusch + Co, cuir et hêtre, empilable ; design Suisse 1971.
- Chaise Rey Modèle 3300, Bruno Rey pour Dietiker, hêtre, fonte d'aluminium, patins en plastique ; conception et production Suisse 1971, en production à ce jour.
- Programme 33 tabourets, chaises, tables, Bruno Rey pour Dietiker + Co AG, 1972.
- Chaise Quadro W, Bruno Rey et Charles Polin pour Dietiker, hêtre, chromage ; conçu et produit en Suisse, conception de 1980 à 1989, en production à ce jour.
- Table XY (table de conférence), Bruno Rey et Charles Polin pour Dietiker, tube en acier chromé, en placage, bois massif, bois massif diagonal en hêtre ou linoléum ; conception et lancement du produit en 1992.

## Philosophie
La recherche par Rey de formes organiques en contraste avec le formalisme obstiné des années 1960 et 1970 est aussi une révolution personnelle contre la doctrine de conception dominante de son temps, une tentative de se démarquer d'une génération existante de designers.
À la lumière du mobilier angulo-formaliste, cubiquement austère sans aucune qualité d'assise, ce qui était courant à l'époque et qui forçait un alignement avec les murs, je soupçonnais pour la première fois que de nouvelles formes de meubles rondes pouvaient être à la fois nécessaires et utiles pour l'espace et les gens . –– Bruno Rey      

Je veux rendre les relations complexes visibles et gérables, au lieu de contribuer encore plus au superflu et au superficiel . ––Bruno Rey